# Brawley (Kalifornija)
Brawley je grad u američkoj saveznoj državi Kalifornija. Prema popisu stanovništva iz 2010. u njemu je živjelo 24,953 stanovnika.